# Napoleon (miniserie)
Napoleon (originaltitel: Napoléon) är en fransk historisk miniserie från 2002 i fyra delar, om Napoleon Bonapartes liv. Titelrollen spelas av Christian Clavier och övriga roller av bland andra Isabella Rossellini, Gérard Depardieu, Charlotte Valandrey och John Malkovich.